# 18106 Blume
18106 Blume este o planetă minoră (asteroid) din Asteroid Amor. A fost descoperită pe 4 iulie 2000 la Stația Anderson Mesa de Lowell Observatory Near-Earth-Object Search. 
Obiectul prezintă o orbită caracterizată de o semiaxă mare de 365.495.000 km, o excentricitate de 0,51242, o înclinație de 4,22078 ° în raport cu ecliptica.